# 陸軍特別大演習

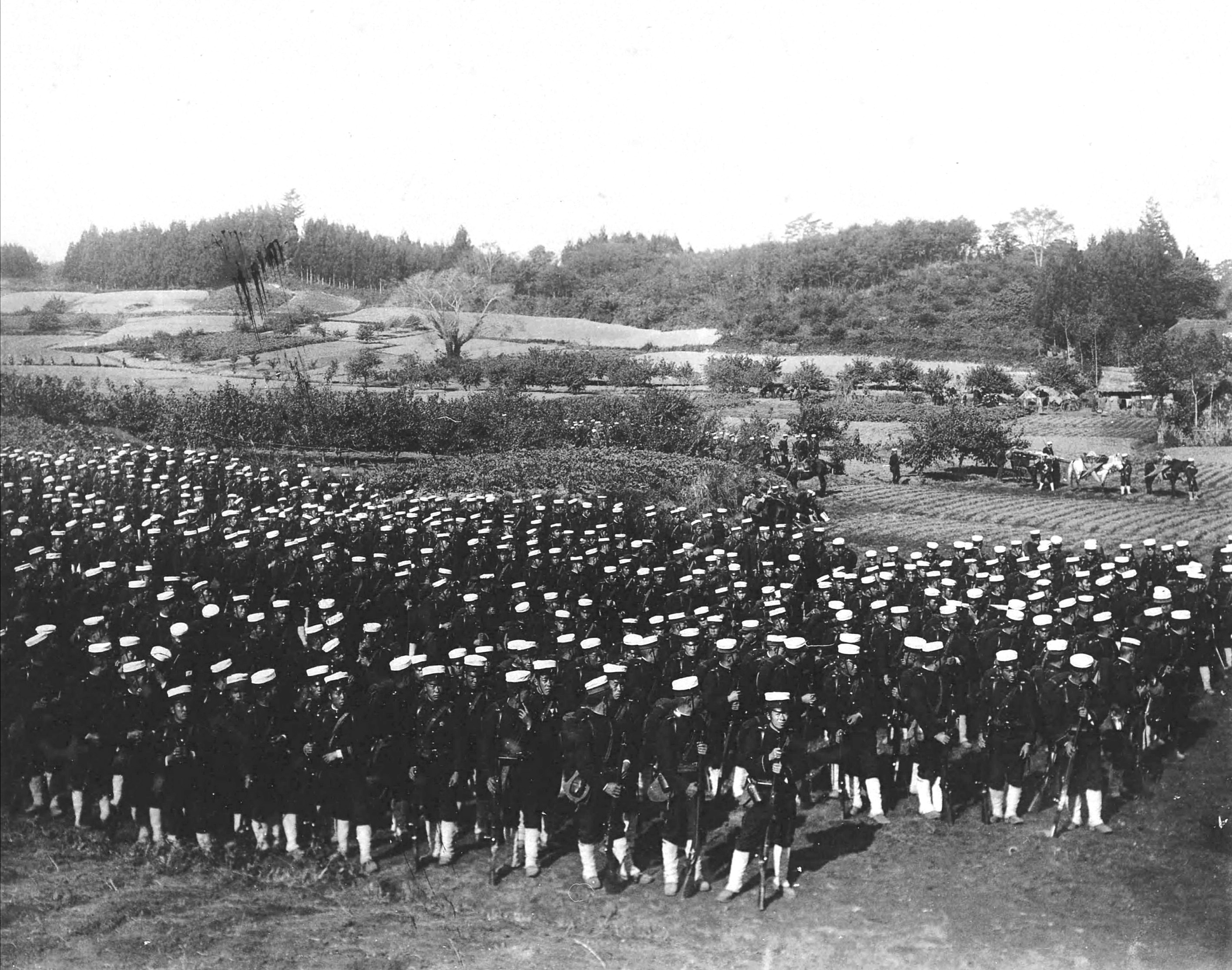
1901年秋期の特別大演習に参加する歩兵第5連隊

陸軍特別大演習（りくぐんとくべつだいえんしゅう）は、大日本帝国陸軍が行っていた大規模な演習の一つ。

## 概要
それぞれ複数の師団によって編成された2つの軍団（数万人規模）が東西もしくは南北に分かれ、演習計画に基づいて戦闘をおこなう極めて大規模な演習であった。天皇も現地へ赴き大元帥の立場で統裁した。平時の兵士にとって、何千人もの大部隊として行動する機会は少なかったほか、演習中または演習後に周辺県内を行幸する天皇が姿を見せる機会もあり、参加した者はもちろんのこと地域の人々にも強い印象を残した。
1892年（明治25年）10月に栃木県宇都宮市近郊で陸軍特別演習が実施され、以降、1898年（明治31年）と、1901年（明治34年）から1936年（昭和11年）まで毎年、全国各地で実施された。1937年（昭和12年）日中戦争の勃発で中止され、以後終戦まで実施されなかった。
大演習は必ずしも演習地で行われるものではなかった。1933年（昭和8年）に福井県、石川県で行われた演習例では農地など私有地上で実施。このため火災の恐れのある場所での発砲は禁止されていた。また、演習により田畑への損害があれば、軍と市町村長との間で協議して賠償することが規定されていた。

## 演習一覧
| 回 | 年次   | 演習地       | 参加師団                                                          |
| -- | ------ | ------------ | ----------------------------------------------------------------- |
| 1  | 1892年 | 宇都宮地方   | 近衛師団、第1師団、第2師団                                        |
| 2  | 1898年 | 大阪地方     | 第3師団、第4師団、第9師団、第10師団                               |
| 3  | 1901年 | 仙台地方     | 第2師団、第8師団                                                  |
| 4  | 1902年 | 熊本地方     | 第6師団、第12師団                                                 |
| 5  | 1903年 | 姫路地方     | 第5師団、第10師団、第11師団                                       |
| 6  | 1907年 | 結城地方     | 近衛師団、第1師団、第3師団、第15師団                              |
| 7  | 1908年 | 奈良付近     | 第4師団、第9師団、第10師団、第16師団                              |
| 8  | 1909年 | 宇都宮付近   | 第2師団、第7師団、第8師団、第13師団、第14師団                     |
| 9  | 1910年 | 岡山付近     | 第5師団、第10師団、第17師団                                       |
| 10 | 1911年 | 久留米付近   | 第6師団、第12師団、第18師団                                       |
| 11 | 1912年 | 川越付近     | 近衛師団、第1師団、第13師団、第14師団                             |
| 12 | 1913年 | 名古屋地方   | 第3師団、第9師団、第15師団、第16師団                              |
| 13 | 1914年 | 大阪地方     | 第4師団、第10師団、第11師団、第18師団                             |
| 14 | 1915年 | 弘前地方     | 第2師団、第7師団、第8師団                                         |
| 15 | 1916年 | 福岡地方     | 第5師団、第6師団、第11師団、第18師団                              |
| 16 | 1917年 | 彦根付近     | 第3師団、第4師団、第9師団、第16師団                               |
| 17 | 1918年 | 栃木付近     | 近衛師団、第1師団、第2師団、第8師団、第13師団、第14師団、第15師団 |
| 18 | 1919年 | 摂播地方     | 第4師団、第10師団、第11師団、第1師団                              |
| 19 | 1920年 | 中津地方     | 第6師団、第20師団（朝鮮軍）、第18師団                             |
| 20 | 1921年 | 武相平野     | 近衛師団、第1師団、第3師団、第13師団、第14師団                    |
| 21 | 1922年 | 讃岐地方     | 第5師団、第11師団                                                 |
| 22 | 1924年 | 加越地方     | 近衛師団、第1師団、第3師団、第15師団                              |
| 23 | 1925年 | 仙台地方     | 第2師団、第7師団、第8師団                                         |
| 24 | 1926年 | 佐賀平地     | 第6師団、第12師団                                                 |
| 25 | 1927年 | 中京地方     | 第1師団、第3師団、第4師団                                         |
| 26 | 1928年 | 盛岡地方     | 第2師団、第8師団                                                  |
| 27 | 1929年 | 水戸付近     | 近衛師団、第1師団、第14師団                                       |
| 28 | 1930年 | 岡山附近     | 第5師団、第10師団                                                 |
| 29 | 1931年 | 熊本地方     | 第12師団、特設第21師団、第6師団、特設第101旅団                    |
| 30 | 1932年 | 近畿地方     | 第4師団、第16師団、第5師団、第3師団                               |
| 31 | 1933年 | 福井県       | 第9師団、第11師団                                                 |
| 32 | 1934年 | 北関東3県    | 近衛師団、第1師団、第12師団、第14師団ほか                         |
| 33 | 1935年 | 宮崎・鹿児島 | 第6師団、第12師団、混成第101旅団                                  |
| 34 | 1936年 | 北海道       | 第7師団、第8師団                                                  |